# 5365 Фівез
5365 Фівез (5365 Fievez) — астероїд головного поясу, відкритий 7 березня 1981 року.
Тіссеранів параметр щодо Юпітера — 3,644.